# Edward Vogler
Edward Vogler je fiktivní postava v seriálu Dr. House, tuto postavu ztvárnil Chi McBride.
Edward Vogler je miliardářem, který vlastní farmaceutickou firmu a v několika epizodách také předseda správní rady fakultní nemocnice Princeton-Plainsboro, kterým se stal, díky 100 milionům dolarů, které daroval nemocnici. Vogler se objevuje v pěti epizodách (1.14-1.18): Sebeovládání, Zákon mafie, Zátěž, Nečekaná pravda a Nová generace.
Vogler se snaží přeměnit nemocnici na testovací zařízení pro nové léky jeho firmy a chápe House jako člověka, který očividně nerespektuje řád a autoritu a bere jeho a oddělení diagnostické medicíny jako právní a finanční přítěž. Když House odmítne podlézat Voglerovi a jeho náladám (včetně nařízení vyhodit jednoho člena týmu) a z prezentace Voglerova nového léku udělá frašku a zdiskredituje ho, dá Vogler správní radě nemocnice ultimátum: „Buď půjde House nebo půjdu já a mých sto milionů dolarů“. Vogler ze správní rady odvolá Jamese Wilsona, který se jako jediný postavil proti zrušení Housovi definitivy. Cuddyová si uvědomuje, že si je vlastně Vogler koupil a poté, co Cuddyová vidí, jak House i přes možnost vyhazovu brání své pacienty a poté, co se Vogler pokusí odvolat i ji, řekne zbývajícím členům rady, že pokud si myslí, že si ona, Wilson i House zaslouží výpověď, že jsou špatní doktoři, ať je odvolají, ale pokud si to nemyslí a bojí se rozhodnout jen kvůli penězům, že jsou koupení. Správní rada pak rozhodne, že nezruší definitivu Gregoryho House a Edward Vogler odejde.